# Projector
Projector — четвертий студійний альбом шведського мелодік дез-метал гурту Dark Tranquillity, випущений 25 листопада 1998 року.

## Список пісень
1. «FreeCard» — 4:31
2. «ThereIn» — 5:55
3. «UnDo Control» — 5:10
4. «Auctioned» — 6:06
5. «To a Bitter Halt» — 4:48
6. «The Sun Fired Blanks» — 4:17
7. «Nether Novas» — 6:14
8. «Day to End» — 3:08
9. «Dobermann» — 4:38
10. «On Your Time» — 5:37

Обмежене видання
1. «Exposure» − 3:52

Корейський бонус
1. «Undo Control (Live)» — 3:49

Перевипуск 2009 року
1. «Asleep In The Bandaged Light» — 3:20
2. «No One» — 4:41
3. «Exposure» — 3:52
4. «ThereIn» (вживу) — 6:11

## Список учасників
Склад на час запису альбому
- Мікаель Станне − вокал
- Ніклас Сундін − соло-гітара
- Фредрік Йоханссон − ритм-гітара
- Мартін Генрікссон − бас-гітара
- Андерс Їварп − ударні
- Йохана Андеоссон — жіночий вокал в пісні «UnDo Control»

Склад на час випуску альбому
- Мікаель Станне − вокал
- Ніклас Сундін − соло-гітара
- Мартін Генрікссон — ритм-гітара
- Мікаель Ніклассон — бас-гітара
- Мартін Брендстрьом — клавішні
- Андерс Їварп − ударні

Випуск альбому
- Йохан Карлберг− фотографія
- Dark Tranquillity − аранжування
- Ніклас Сундін − дизайн макету, обкладинка альбому, редагування зображень